# Альбіна Перерва
Альбіна Перерва — українська акторка, співачка.

## Біографія
Народилася у 1990 році в с.Куземин Охтирського району на Сумщині.
Бабуся Альбіни ставила невеликі вистави, що надихнуло її стати акторкою. Батьки Альбіни були проти того, щоб їхня донька вступала до театрального. Вони хотіли, щоб вона здобула більш «серйозну» професію. Закінчила музичну школу за класом «Скрипка». 
Після школи дівчина вступила до Національного авіаційного університету на спеціальність «Екобіотехнологія».
У ВНЗ грала у команді КВН.
Після університету Альбіна зробила свій сольний проєкт «АЛЬБІНА НЕРІАННА» — записала один альбом, зняла два кліпи і організувала гастролі.
Зірковий час настав, коли їй вдалося успішно пройти кастинг на роль у молодіжному серіаліті «Київ вдень та вночі» .
У 2020 знялася у серіалі Слід.

## Вибрана фільмографія
- 2013 — «Хорор»
- 2016 — «Київ вдень та вночі»
- 2019 — «Толя»
- 2020 — «Слід»[7]
- 2024 — «К.О.Д.»